# Brenzone sul Garda

Lage der Gemeinde Brenzone sul Garda in der Provinz Verona

Brenzone sul Garda ist eine italienische Gemeinde (comune) mit 2433 Einwohnern (Stand 31. Dezember 2023) in der Provinz Verona, Region Venetien.

## Geographie
Die am Ostufer des Gardasees gelegene Gemeinde besteht aus zahlreichen am Fuße des Monte Baldo liegenden oder zwischen Olivenhainen und Gärten verstreuten Ortschaften. Vor dem Ortsteil Assenza liegt die Isola di Trimelone, die drittgrößte Insel des Gardasees. Die Nachbargemeinden sind Ferrara di Monte Baldo, Gargnano (BS), Malcesine, San Zeno di Montagna, Tignale (BS), Torri del Benaco und Tremosine sul Garda (BS). Brenzone sul Garda liegt 56 Kilometer nordwestlich von Verona.

## Geschichte
Im 12. Jahrhundert entstand in Castelletto ein Kloster, das heute dem Orden der  Kleinen Schwestern von der Heiligen Familie gehört. Dass das römische Brunzonium noch einige Spuren der Vergangenheit trägt, sieht man auch an einer anderen Kirche aus dem 14. Jahrhundert, die man in Assenza findet.
Die heutige Gemeinde Brenzone ist relativ jung. Sie wurde im 20. Jahrhundert schrittweise aus den vormals unabhängigen Orten Castello, Marniga, Castelletto und Prada fusioniert. Die verbliebenen Orte Castello und Castelletto schlossen sich 1955 zusammen und benannten sich 1958 in Castelletto di Brenzone um, woraus zwei Jahre später schließlich Brenzone wurde. 2014 wurde die Gemeinde in Brenzone sul Garda umbenannt.

## Verwaltungsgliederung
Zur Gemeinde Brenzone sul Garda gehören 16 Fraktionen: Magugnano (Gemeindesitz), Assenza, Biaza, Boccino, Borago, Campo, Castelletto, Castello, Fasor, Marniga, Porto, Pozzo, Prada, Sommavilla, Venzo und Zignago.

## Verkehr
Durch das Gemeindegebiet führt die Strada Statale 249 Gardesana Orientale.

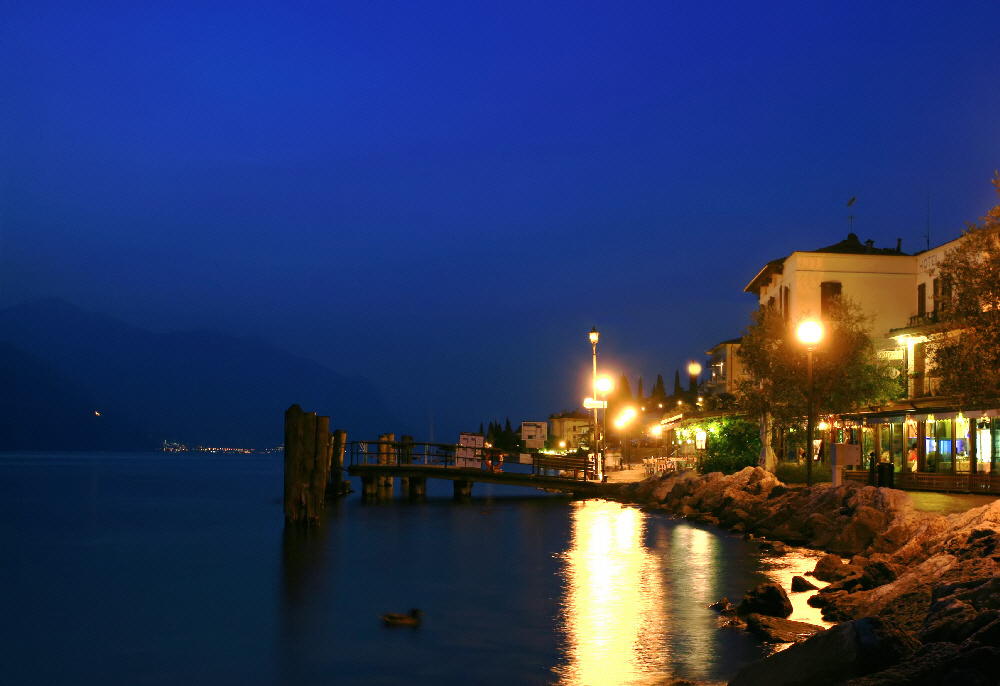
Brenzone bei Nacht
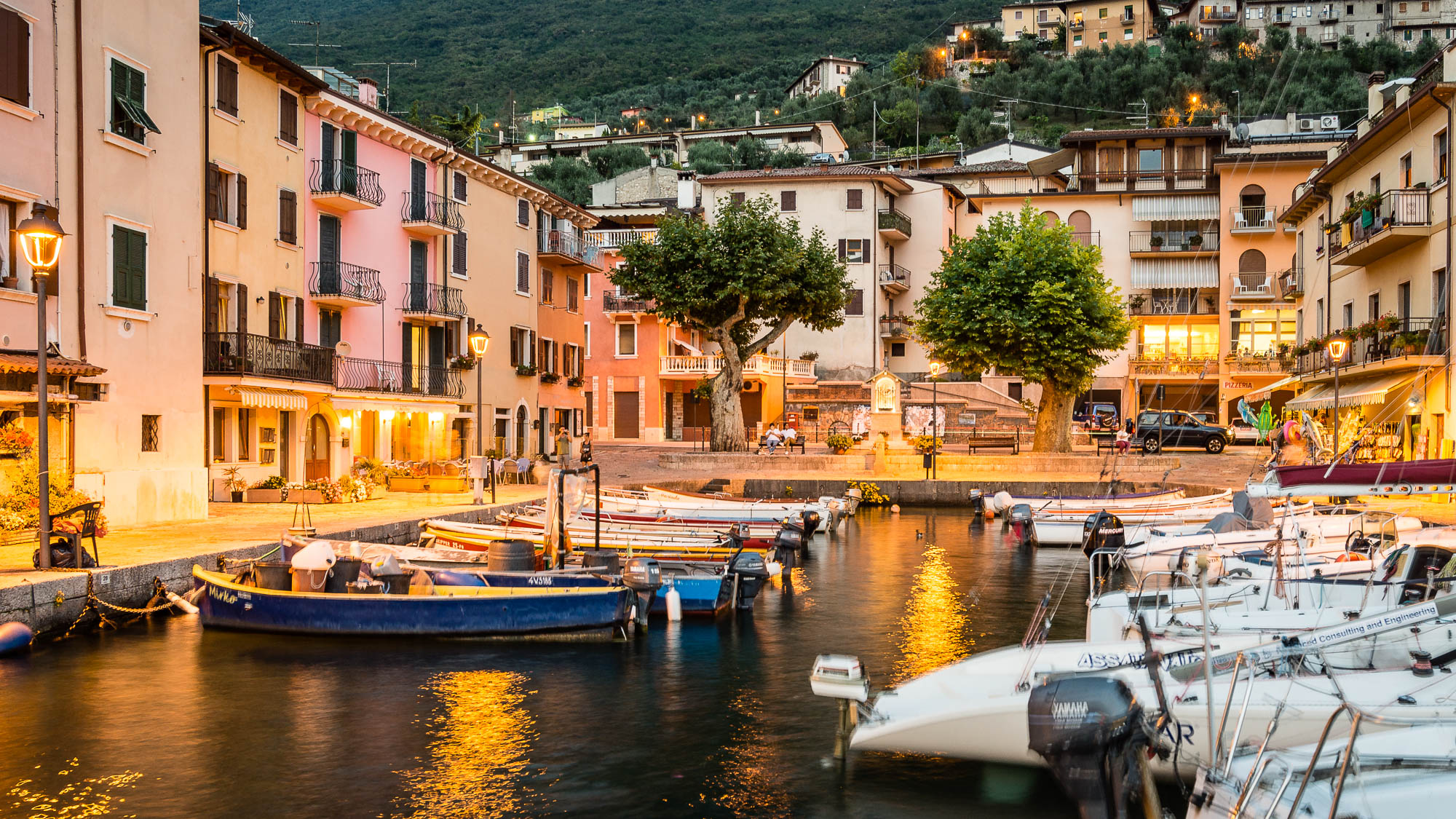
Hafen im Ortsteil Porto
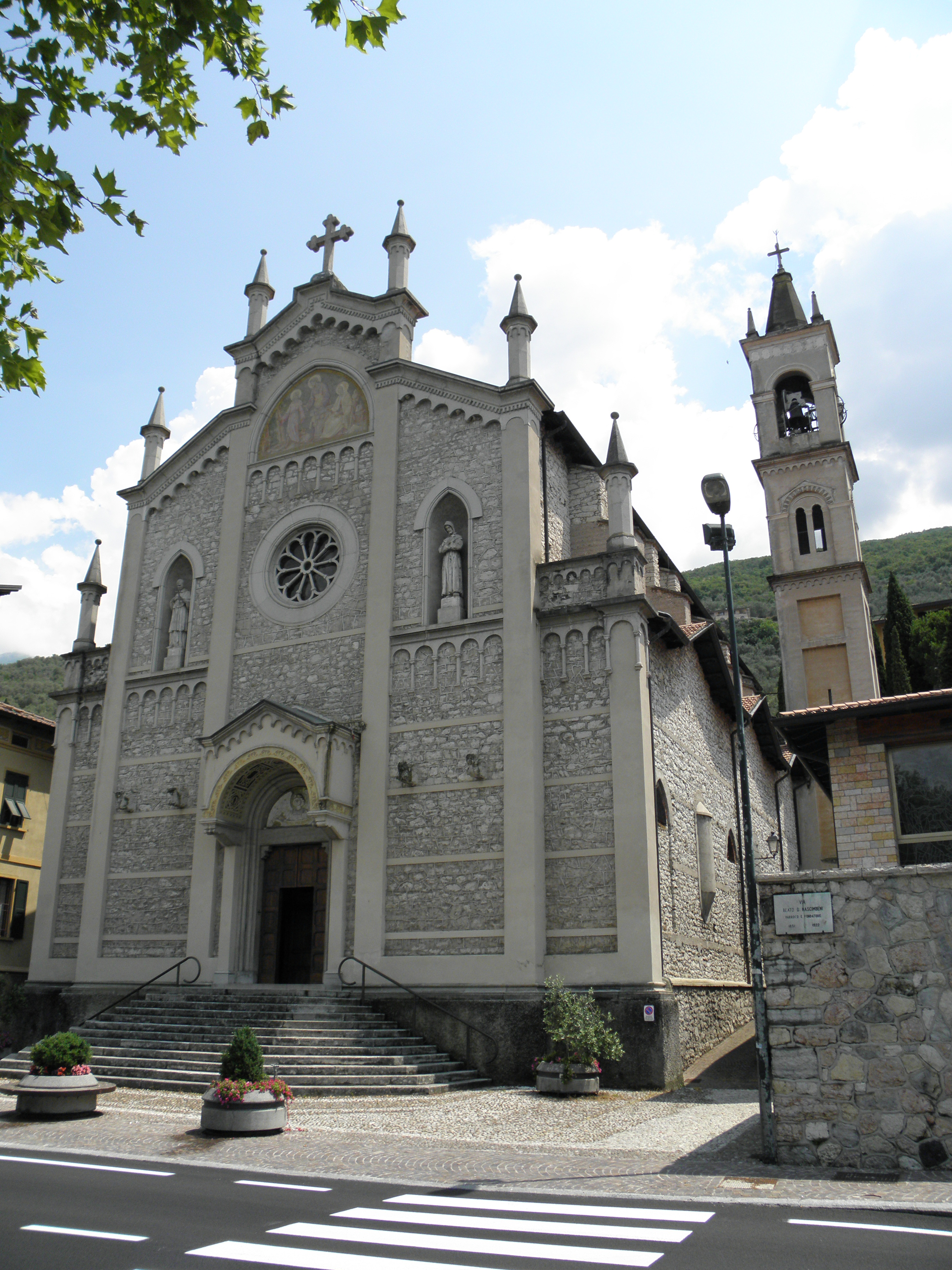
Pfarrkirche San Carlo Borromeo in Castelletto
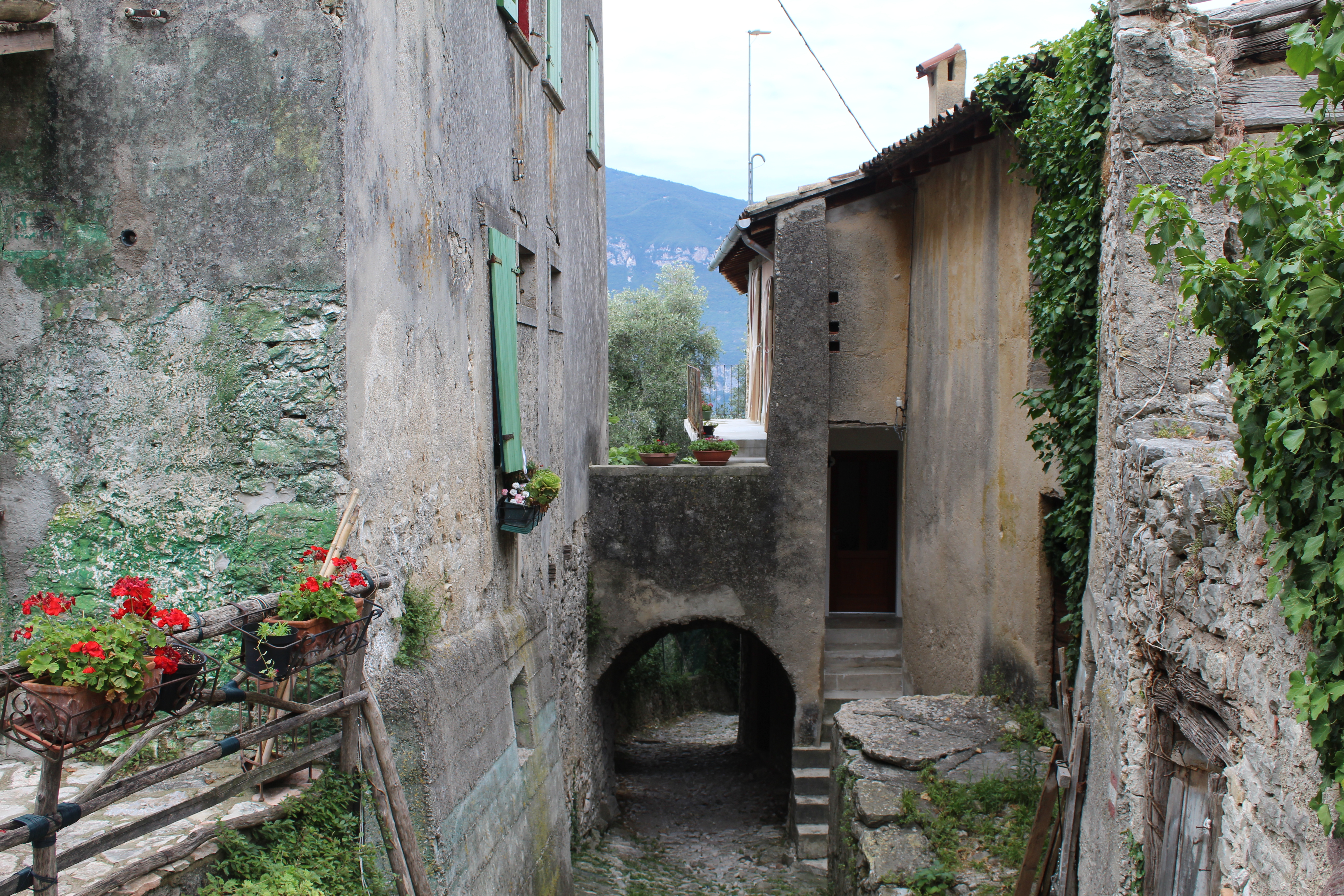
Ortsteil Campo
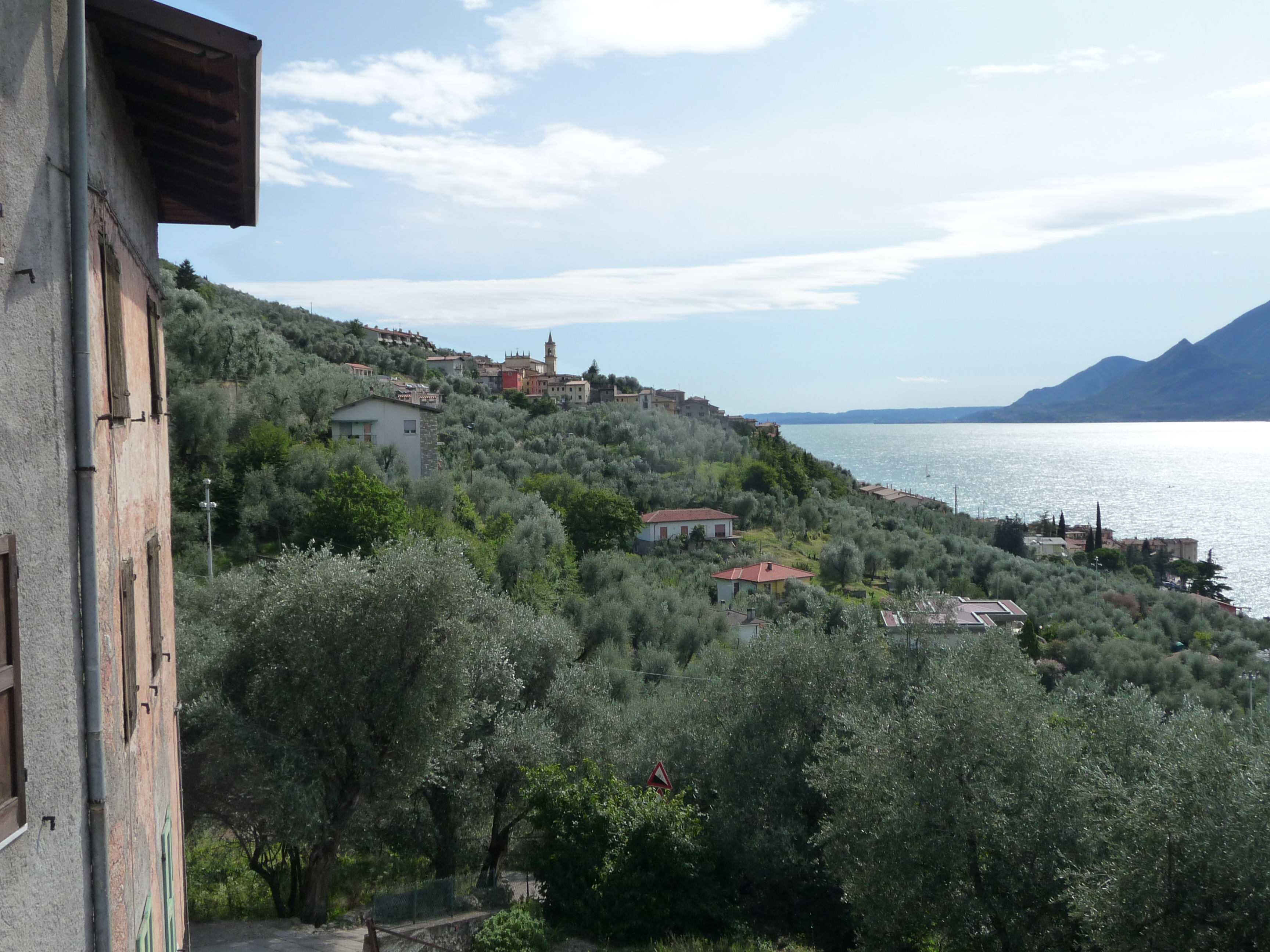
Ortsteil Borago

## Persönlichkeiten
- Maria Domenica Mantovani (1862–1934), römisch-katholische Ordensfrau und Heilige